# Senkiföldje (film, 2001)
A Senkiföldje (eredeti címe: Ničija zemlja) 2001-ben bemutatott háborús film, amelyet Danis Tanović írt és rendezett. A produkció főbb szerepeiben Branko Đurić, Rene Bitorajac és Filip Šovagović. 2001. május 12-én mutatták be a cannes-i fesztiválon, ahol Arany Pálmára jelölték, és elnyerte a legjobb forgatókönyvért járó díjat. Magyarországon 2002. február 28-tól vetítették a mozikban. A produkció bezsebelte a legjobb nemzetközi filmért járó Oscar és Golden Globe-díjat is.

## Cselekmény
A film három katona történetét meséli el, akik közül kettő bosnyák, Čiki és Cera, a harmadik pedig szerb, Nino. A katonák a boszniai háborúban a frontok közé kerülnek, és többé-kevésbé véletlenül találkoznak a névadó „Senkiföldjén” egy lövészárokban, ahol most elakadtak, és várniuk kell a segítségre. Kezdetben mindkét fél megpróbálja megölni a másikat. Cera egy gyalogsági aknát aktivál, ami nyomásra felrobban, és így mindhármukat veszélyezteti. Bár Čiki és Nino egy pillanatra egymásra találnak, kapcsolatuk továbbra is nagyon feszült, és kölcsönös bizalmatlanság jellemzi őket. Ennek ellenére együtt dolgoznak azon, hogy felhívják a katonák figyelmét mindkét oldalon, abban a reményben, hogy segítséget küldenek. Ennek eredményeként a két hadviselő fél értesíti az ENSZ védelmi erőit (UNPROFOR).
Ennek eredményeképpen a Marchand őrmester vezette francia kék sisakosok, akiket feljebbvalóik valójában arra utasítottak, hogy maradjanak a helyükön, saját kezdeményezésükre közelednek. Miután feljebbvalóik erről értesülnek, parancsukra ismét vissza kell vonulniuk. Az UNPROFOR nem akar semmilyen kockázatot vállalni, ráadásul megbízatása szerint semlegesnek kell maradnia, és csak megfigyelőként tevékenykedhet. Jane Livingstone újságíró és operatőre azonban lehallgatta az ENSZ-katonák rádióját, és értesült a bizonytalan helyzetről. Most interjúkat készít a kék sisakosokkal és a szerb katonákkal, és ezeket a televízióban közvetíti a csatornája. Ennek eredményeképpen a közvélemény is értesül a helyzetről. Később más újságírók is csatlakoznak hozzá, és szintén beszámolnak a helyzetről. A média nyomásának eredményeként a francia kék sisakos katonák végül is visszatérhetnek a lövészárokba. Végül egy német aknaszakértőt hoznak az árokba, hogy hatástalanítsa az aknát, a két másik katonát pedig kihozzák az árokból. Nem sokkal később, amikor mindenkinek elterelődik a figyelme, Čiki a sajtó jelenlétében hirtelen lelövi Ninót, akivel aztán egy francia kék sisakos katona végez.
Közben az akna szakértője rájön, hogy az akna az adott körülmények között nem hatástalanítható. Ennek eredményeképpen az árkot kiürítik és lezárják. Cera állítólagos megmentését úgy rendezik meg az újságírók számára, hogy a hatástalanító felszerelését egy ruhával letakart hordágyon egy helikopterrel elrepítik. A kék sisakos katonák parancsnoka viszont rádióüzeneteket küld mindkét hadviselő félnek azzal a kitalált tartalommal, hogy a másik fél még aznap este tervezi az árok elfoglalását. Azt reméli, hogy így Cera a várható tüzérségi tűzben elpusztul, és így „megváltja” reménytelen helyzetéből. A film Cerával zárul, aki még mindig az árokban fekszik az aknán, miközben a nap lenyugszik.

## Szereplők
| Szerep            | Színész            | Magyar hangja     |
| ----------------- | ------------------ | ----------------- |
| Ciki              | Branko Đurić       | Rátóti Zoltán     |
| Nino              | Rene Bitorajac     | Viczián Ottó      |
| Cera              | Filip Šovagović    | Selmeczi Roland   |
| Marchand          | Georges Siatidis   | saját hangján     |
| Dubois            | Serge-Henri Valcke | saját hangján     |
| Michel            | Sacha Kremer       | saját hangján     |
| Pierre            | Alain Eloy         | saját hangján     |
| idős szerb katona | Mustafa Nadarević  | Dobránszky Zoltán |
| szerb tiszt       | Bogdan Diklić      | F. Nagy Zoltán    |
| Soft ezredes      | Simon Callow       | saját hangján     |
| Jane Livingstone  | Katrin Cartlidge   | n.a               |
| bosnyák katona    | Boro Stjepanović   | Végh Péter        |
| Martha            | Tanja Ribič        | saját hangján     |

## Fogadtatás

### Kritikai visszhang
A film kiváló értékeléseket kapott. A Rotten Tomatoeson 93%-os minősítést ért el 97 értékelés alapján, az összefoglaló szerint: „A komor és sötét humorú Senkiföldje szemléletesen mutatja be a háború abszurditását.” Andrew Sarris az Observertől azt írta: „Furcsa és felkavaró film, de még a legkirívóbb és legfelháborítóbb pillanataiban sem nélkülözi a felkavaróan humanista együttérzést.” Desson Thomson a Washington Posttól azt írta: „Jól montírozott... komédia, múló csattanókkal. És a film kb. felében lebilincselő.” Roger Ebert szerint: „Egy komor humorú példabeszéd, amely az Ellenséges vonalak között címet viselhetné.”
A Metacritic 84 pontot adott a 100-ból 29 vélemény alapján. Kenneth Turan a Los Angeles Timestól azt írta: „A volt Jugoszláviában zajló háborúról szóló kegyetlen vígjáték, amely művészien vegyíti a komikus abszurditást az igazért küzdő szenvedéllyel és az érintettek egyéniségével való törődéssel.” Lou Lumenick a New York Posttól azt írta: „Magával ragadó, mélyen megrendítő, jól játszott - és figyelemre méltóan kiegyensúlyozott - háborúellenes nyilatkozat. Hihetetlenül izgalmas és nagyon vicces.” Michael Wilmington a Chicago Readertől azt írta: „Danis Tanovic bosnyák író-rendező figyelemre méltó, kegyetlenül intelligens új filmjében, a Senkiföldjén a boszniai háborúról, a konfliktusról, amely országát, barátait és szomszédait is elpusztította, filmes portrét ad - és egyszerre talál benne megrázó humort és kegyetlen, könyörtelen tragédiát.”

### Bevételi adatok
A Box Office Mojo szerint a film 4,8 millió dolláros bevételt ért el, a költségvetésről nincs adat.

## Fontosabb díjak és jelölések
| Esemény                             | Díj                    | Kategória                      | Eredmény |
| ----------------------------------- | ---------------------- | ------------------------------ | -------- |
| 2001-es cannes-i filmfesztivál      | Arany Pálma            | Arany Pálma                    | Jelölve  |
| 2001-es cannes-i filmfesztivál      | Legjobb forgatókönyv   | Legjobb forgatókönyv           | Elnyerte |
| César-díjak 2002                    | César-díj              | Legjobb elsőfilm               | Elnyerte |
| César-díjak 2002                    | César-díj              | Legjobb forgatókönyv           | Jelölve  |
| 2002-es David di Donatello-díjátadó | David di Donatello-díj | Legjobb külföldi film          | Jelölve  |
| Európai Filmdíjak 2001              | Európai Filmdíj        | Legjobb színész – Branko Đurić | Jelölve  |
| Európai Filmdíjak 2001              | Európai Filmdíj        | Legjobb forgatókönyvíró        | Elnyerte |
| 59. Golden Globe-gála               | Golden Globe-díj       | Legjobb idegen nyelvű film     | Elnyerte |
| 74. Oscar-gála                      | Oscar-díj              | Legjobb nemzetközi film        | Elnyerte |